# Kazimierz Kik
Kazimierz Kik (ur. 5 lutego 1947 w Gorzowie Śląskim) – polski politolog, nauczyciel akademicki i publicysta, profesor nauk społecznych, specjalizujący się w integracji Europy, politologii, współczesnych aspektach politycznych Europy, profesor Uniwersytetu Jana Kochanowskiego w Kielcach.

## Życiorys
Najstarszy z piątki dzieci. W młodości często przeprowadzał się wraz z rodziną, zamieszkując takie miejscowości jak Stare Łysogórki, Karlino i różne osiedla Szczecina (Podjuchy, Stołczyn i Skolwin); gdy miał osiem lat, jego rodzina osiadła w Katowicach. Z uwagi na sytuację rodzinną w wieku 9 lat trafił do domu dziecka. W 1961 postanowił wraz kolegami zaciągnąć się do Legii Cudzoziemskiej. W trakcie ucieczki zawrócił w Czechosłowacji, został zatrzymany i skierowany do zakładu poprawczego. Po uzyskaniu zwolnienia pracował w kopalni KWK „Wujek”, zaczął nadrabiać zaległości w edukacji, zapisał się do liceum wieczorowego. Wstąpił także do klubu bokserskiego.
Pracował następnie w śląskich hutach (Ferrum i Baildon). W trakcie marca 1968 podjął nieplanowaną próbę zorganizowania manifestacji w jednym z katowickich liceów ogólnokształcących, za co był czasowo aresztowany. W związku z tą aktywnością i z uwagi na późniejsze negatywne wypowiedzi odnoszące się do sytuacji społeczno-politycznej w PRL oraz do interwencji w Czechosłowacji do 1973 był inwigilowany przez organy bezpieczeństwa PRL.
Jak sam wspominał, żeby mieć większe szanse w dostaniu się na studia, kupił legitymację Związku Młodzieży Socjalistycznej i został działaczem tej organizacji. Wstąpił też do Zrzeszenia Studentów Polskich. W tym czasie porzucił boks, zaczął trenować lekkoatletykę i założył grupę literacką „Wprost”. W 1970 wstąpił do PZPR. W grudniu tego samego roku został zatrzymany jako organizator nielegalnego zgromadzenia pod pomnikiem Adama Mickiewicza w Krakowie; w związku z tym trafił przed sąd partyjny, który ostatecznie nie usunął go z partii.
W 1973 ukończył studia na Uniwersytecie Jagiellońskim, był doktorantem Instytutu Historii PAN u profesora Włodzimierza Kowalskiego (1974–1977). Stopień naukowy doktora uzyskał w Instytucie Historii Uniwersytetu Łódzkiego (1978). W 1988 na podstawie dorobku naukowego oraz rozprawy pt. Komunistyczna Partia Hiszpanii. Ewolucja programu i polityki w latach 1939–1985 uzyskał w Akademii Nauk Społecznych w Warszawie stopień naukowy doktora habilitowanego. Rozprawa ta uzyskała nagrodę ministerialną. W latach 1988–1989 był docentem i wicedyrektorem Instytutu Historii Ruchu Robotniczego ANS. W tym okresie był publicystą „Polityki”, prowadził też program telewizyjny Lewica na Zachodzie w TVP1, a także został lektorem KC na Śląsk. W 1981 był lektorem KC PZPR. Namawiał wówczas do zapisywania się do NSZZ „Solidarność”, w efekcie w stanie wojennym został zawieszony. W lipcu 1989 w ramach PZPR współtworzył Ruch 8 Lipca, tzw. reformatorską grupę w partii.
29 stycznia 2018 prezydent RP nadał mu tytuł naukowy profesora nauk społecznych.
Jako nauczyciel akademicki zawodowo związany z Uniwersytetem Jana Kochanowskiego w Kielcach, pracę na tej uczelni podjął jeszcze w okresie, gdy była Wyższą Szkołą Pedagogiczną w Kielcach. Pełnił funkcję prorektora uczelni (działającej wówczas jako Akademia Świętokrzyska im. Jana Kochanowskiego). Objął na tej uczelni stanowisko profesora. Pełnił również funkcję dyrektora Instytutu Nauk Politycznych na Wydziale Prawa, Administracji i Zarządzania UJK w Kielcach. Został też profesorem w Wyższej Szkole Ekonomii i Prawa im. prof. Edwarda Lipińskiego. Powołano go na wiceprzewodniczącego Komitetu Nauk Politycznych PAN, reelekcję na to stanowisko uzyskał w 2011. W tym samym roku został też ekspertem Polskiej Komisji Akredytacyjnej.
Należał do współzałożycieli Polskiej Unii Socjaldemokratycznej, której był wiceprzewodniczącym. Partię tę opuścił wkrótce w proteście przeciw udzieleniu przez Tadeusza Fiszbacha poparcia dla kandydatury Lecha Wałęsy na stanowisko prezydenta RP. Następnie współtworzył Unię Pracy. W 1997 ubiegał się o mandat senatora z ramienia regionalnego komitetu. W 2001 wstąpił do Sojuszu Lewicy Demokratycznej. W 2004 wybrany został w skład konwentu programowego SLD. Wkrótce potem opuścił partię. W 2007 był w regionalnym komitecie honorowym Platformy Obywatelskiej. W 2009 kandydował bez powodzenia do Parlamentu Europejskiego z listy Porozumienia dla Przyszłości, a w 2011 również bezskutecznie z ramienia SLD do Senatu. W 2014 kandydował w wyborach do Sejmiku Województwa Mazowieckiego z listy Mazowieckiej Wspólnoty Samorządowej, która nie uzyskała mandatów. W 2019 także bez powodzenia startował do Senatu z ramienia Koalicji Bezpartyjni i Samorządowcy.

## Odznaczenia
- Krzyż Kawalerski Orderu Odrodzenia Polski (2011)[14]
- Złoty Krzyż Zasługi (2001)[15].

## Wybrane publikacje
- Lewica iberyjska (współautor z Tadeuszem Iwińskim), Wydawnictwa Min. Obrony Narodowej (Seria: IPO Ideologia, Polityka, Obronność), Warszawa 1982.
- W kręgu współczesnej socjaldemokracji, „Książka i Wiedza” (Seria: Biblioteka Lektora i Wykładowcy), Warszawa 1985.
- Socjaldemokratyczne wyzwanie, „Nowe Drogi” nr 10/1988.
- Problemy ruchu komunistycznego Europy zachodniej (lata osiemdziesiąte), „Książka i Wiedza” (Seria: Biblioteka Lektora i Wykładowcy), Warszawa 1988.
- Socjaldemokratyczne koncepcje integracji Europy, Polski Instytut Spraw Międzynarodowych, Warszawa 1990.
- Od republiki do monarchii. Hiszpańska lewica w walce o demokrację 1939–1986, PWN, Warszawa 1990.
- Wizje Zjednoczonej Europy, ISP PAN, Warszawa 1992.
- Międzynarodówka Socjalistyczna 1951–1992. Zarys działalności, Typografika, Warszawa 1994.
- Międzynarodówka Socjalistyczna 1951–1992, ISP PAN, Warszawa 1995.
- Ideowe barwy jednoczenia Europy. Europejski proces integracyjny w programach i w polityce głównych nurtów politycznych Europy, Wydawnictwo Wyższej Szkoły Ekonomii i Administracji im. prof. Edwarda Lipińskiego, Kieleckie Towarzystwo Edukacji Ekonomicznej, Kielce 2005.
- Światowe aspiracje Unii Europejskiej. Główne motywy i podstawowe kierunki działania, Kielce 2008.
- Socjaldemokracja z przełomu wieków. Wybrane problemy w polityce europejskich socjaldemokracji 1990–2010, Kielce 2014.